# Szabad morféma
A morfémákat alaki önállóságuk szerint két csoportba oszthatjuk:
- szabad morfémák
- kötött morfémák

A szabad morfémák (a kötött morfémákkal szemben) önmagukban is előfordulhatnak egy mondatban. Ebbe a kategóriába csak a tőmorfémák tartoznak.

## Típusai
- Szükségszerűen szabad morféma: Nem toldalékolható, pl. talán
- Potenciálisan szabad morféma: Fakultatívan toldalékolható, pl. fent-fentebb
- Relatíve szabad morféma: A szótári tövek egy része, az igei és a névszói tőmorfémákat jellemzi. Relatív szabadságukat a zéró morféma okozza. Például: ló- , tesz-